# William Brydon
William Brydon CB (10. října 1811–20. března 1873) byl britský chirurg. Známý je především díky tomu, že koncem první anglo-afghánské války, během které působil ve službách Britské Východoindické společnosti, jako jediný Evropan přežil ústup britské armády z Kábulu do Džalálábádu.

## Život
William Brydon byl skotského původu. Studoval medicínu na University College v Londýně a University of Edinburgh. Poté začal působit jako lékař ve službách Britské Východoindické společnosti, což ho přivedlo k účasti v první anglo-afghánské válce. Když se blížil konec války, začala se britská armáda z Afghánistánu stahovat.
Ústup z Kábulu započal v lednu 1842. Nejbližší britská základna se přitom nacházela v Džalálábádu, asi 140 kilometrů daleko, a ustupující armáda byla nucena překročit pásmo vysokých zasněžených hor. Konvoj tvořilo na 4500 vojáků, jejímž vrchním velitelem byl William George Keith Elphinstone, a 12 000 civilistů zahrnujících mnoho žen a děti. V tuhé zimě a s nedostatečným množstvím zásob se 6. ledna 1842 konvoj vydal na pochod. Během následujících sedmi dní museli Britové čelit nájezdu domorodých Afghánců, kteří většinu pochodujících brzy zlikvidovali.
Závěrečná bitva mezi Afghánci a zoufalými Brity se konala u městečka Gandmak, 13. ledna 1842. Té se zúčastnilo už jen asi 65 přeživších Britů. Pouhým šesti se nakonec podařilo uprchnout, pět z nich však bylo zanedlouho zavražděno. Jediným, kdo uprchl, byl William Brydon, který do džalálábádské pevnosti dorazil 13. ledna odpoledne. Byl však těžce raněn, část lebky mu byla uťata mečem. Podařilo se mu zachránit díky tomu, že si poraněnou část hlavy zakryl časopisem Blackwood's Magazine, který ránu chránil.
Brydon tak vešel ve známost především coby jediný Evropan, který přežil ústup britských vojsk z Kábulu do Džalálábádu. Scéna jeho příchodu do džalálábádské pevnosti se stala námětem obrazu Remnants of an Army („Zbytky armády“) od Elizabeth Thompson.